# Jordi Boronat
Jordi Boronat Medico (* 1961 in Marçà) ist ein spanischer theoretischer Physiker und Hochschullehrer an der Polytechnischen Universität Kataloniens (UPC) in Barcelona.
Boronat wurde 1991 an der Universität Barcelona promoviert und ist seit 1993 am UPC. Er ist Koordinator des Master-Abschlusses in Physical Engineering an der UPC und seit 2019 Direktor der Abteilung Physik. Außerdem leitet er die Barcelona Quantum Monte Carlo Group (BQMC).
Er befasst sich mit numerischer Simulation von quantenmechanischen Vielteilchensystemen (Flüssigkeiten und Festkörper).
2017 erhielt er die Feenberg-Medaille für seine Entwicklung und Implementierung mikroskopischer Vielteilchentheorien, sowohl analytisch als auch numerisch, und für deren Nutzung zur akkuraten Bestimmung der Eigenschaften von Quantenflüssigkeiten und verdünnten Fermi-Gasen in verschiedenen Geometrien und im Übergang von Bose-Einstein-Kondensaten (BEC) zum BCS-Regime (Laudatio). 2014 wurde er Fellow der American Physical Society.

## Schriften (Auswahl)
- mit F. A. De Saavedra, A. Polls, A. Fabrocini: Effective mass of one 4He atom in 3He liquid, Phys. Rev. B, Band 50, 1994, S. 4248
- Diffusion Monte Carlo for excited states: Application to liquid Helium, in: Jesus Navarro, Artur Polls (Hrsg.), Microscopic quantum many-body theories and their applications, Springer 1998 (Lecture Notes in Physics 510), S. 359
- mit J. Casulleras: Progress in Monte Carlo Calculations of Fermi Systems: Normal Liquid 3He, Phys. Rev. Lett., Band 84, 2000, S. 3121
- mit M. C. Gordilloa, J. Casulleras: Zero-Temperature Equation of State of Quasi-One-Dimensional H2, Phys.Rev. Lett., Band 85, 2000, S. 2348
- mit M. C. Gordillo: 4He on a Single Graphene Sheet, Phys.Rev. Lett., Band 102, 2009, S. 085303
- mit G. Cazorla: Simulation and understanding of atomic and molecular quantum crystals, Rev. Mod. Phys., Band 89, 2017, S. 035003